# James Danandjaja
James Danandjaja (także James Tan; chiń. 陈士林, Tan Soe Lin; ur. 13 kwietnia 1934 w Dżakarcie, zm. 21 października 2013 w Depok) – indonezyjski antropolog, pierwszy folklorysta wśród Indonezyjczyków. 

## Życiorys
Urodził się w Dżakarcie, ale dzieciństwo spędził w Surabai i Malangu, gdzie uczęszczał do szkół Hollandsche Chineesche School. Późniejszą edukację odbył w Dżakarcie.
W 1963 roku uzyskał licencjat z antropologii na Wydziale Literatury Uniwersytetu Indonezyjskiego. W 1977 roku doktoryzował się w dziedzinie antropologii psychologicznej. W 1971 roku ukończył studia magisterskie z zakresu folklorystyki na Uniwersytecie Kalifornijskim w Berkeley. Prowadził badania na wyspie Borneo, w balijskiej wsi Trunyan oraz na wyspie Nias.
Wykładał na Uniwersytecie Indonezyjskim. W okresie od 1980 do 1981 był profesorem wizytującym na Uniwersytecie Kalifornijskim. W 1983 roku objął na Uniwersytecie Indonezyjskim stanowisko profesora.
Wśród jego publikacji można wymienić: Penuntun Cara Pengumpulan Folklore bagi Pengarsipan (1972), An Annotated Bibliography of Javanese Folklore (1972), Beberapa Masalah Folklor (1980), Kebudayaan Petani Desa Trunyan di Bali (1980), Folklore Indonesia; Ilmu Gosip, Dongeng dan Lain-Lain (1984), Humor Mahasiswa Jakarta (1988).
Po zamieszkach z 1998 roku czynnie udzielał się w kwestii dyskryminacji chińskich Indonezyjczyków. Krytykował politykę rugowania folkloru chińskiego za czasów Suharto. W 2002 r. został odznaczony Satyalancana Kebudayaan za zasługi na polu antropologii kulturowej i folklorystyki.